# Fámjin
Fámjin est une commune des îles Féroé située sur la côte ouest de l'île de Suðuroy. En février 2005, elle compte 113 habitants.
Fámjin est connu pour être le lieu où le Merkið, futur drapeau des îles Féroé, a été hissé pour la première fois par Jens Oliver Lisberg, le 22 juin 1919. Cet exemplaire est conservé dans l'église construite en 1876. L'église abrite également la pierre runique de Fámjin, la plus récente des pierres runiques des îles Féroé.

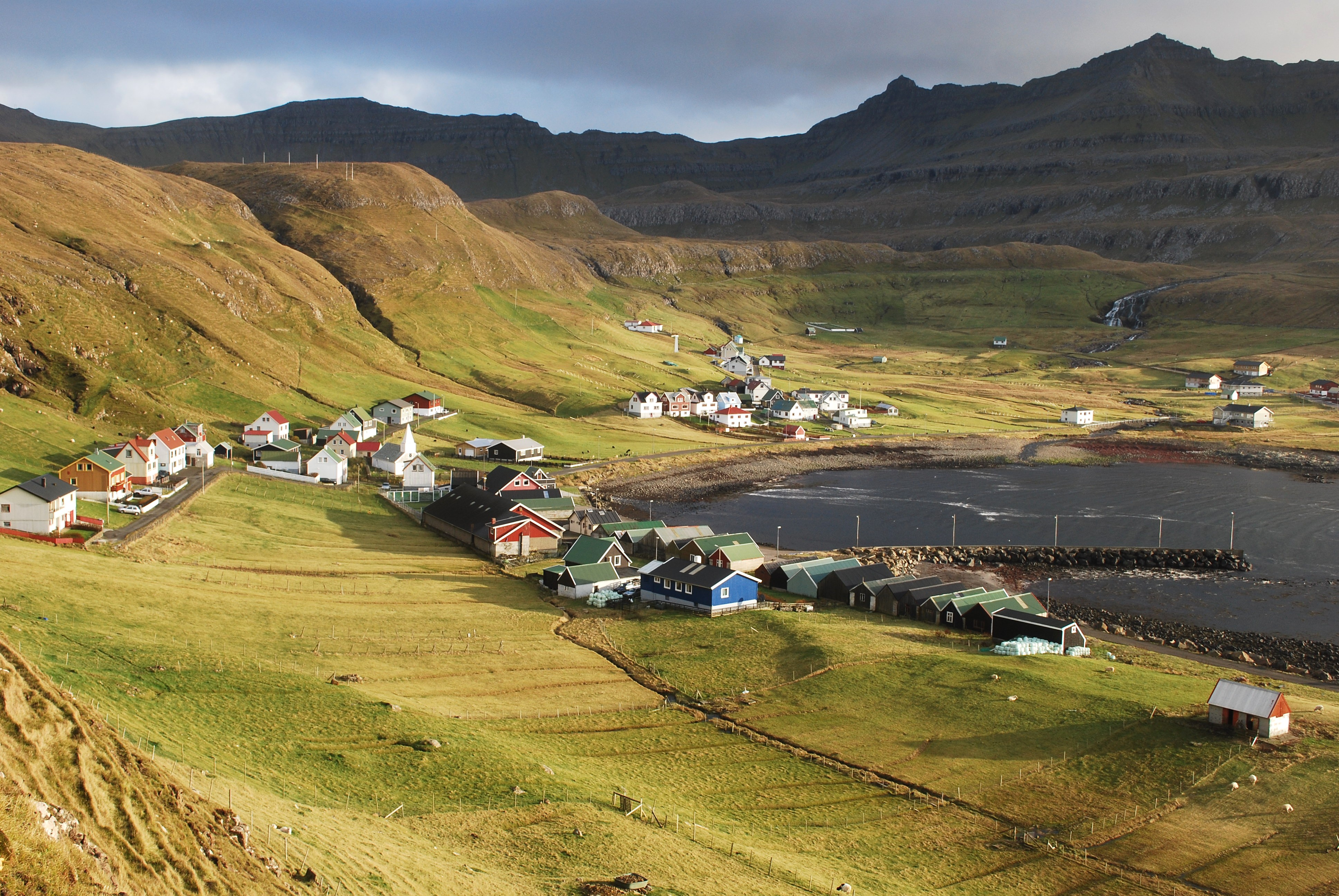
Fámjin

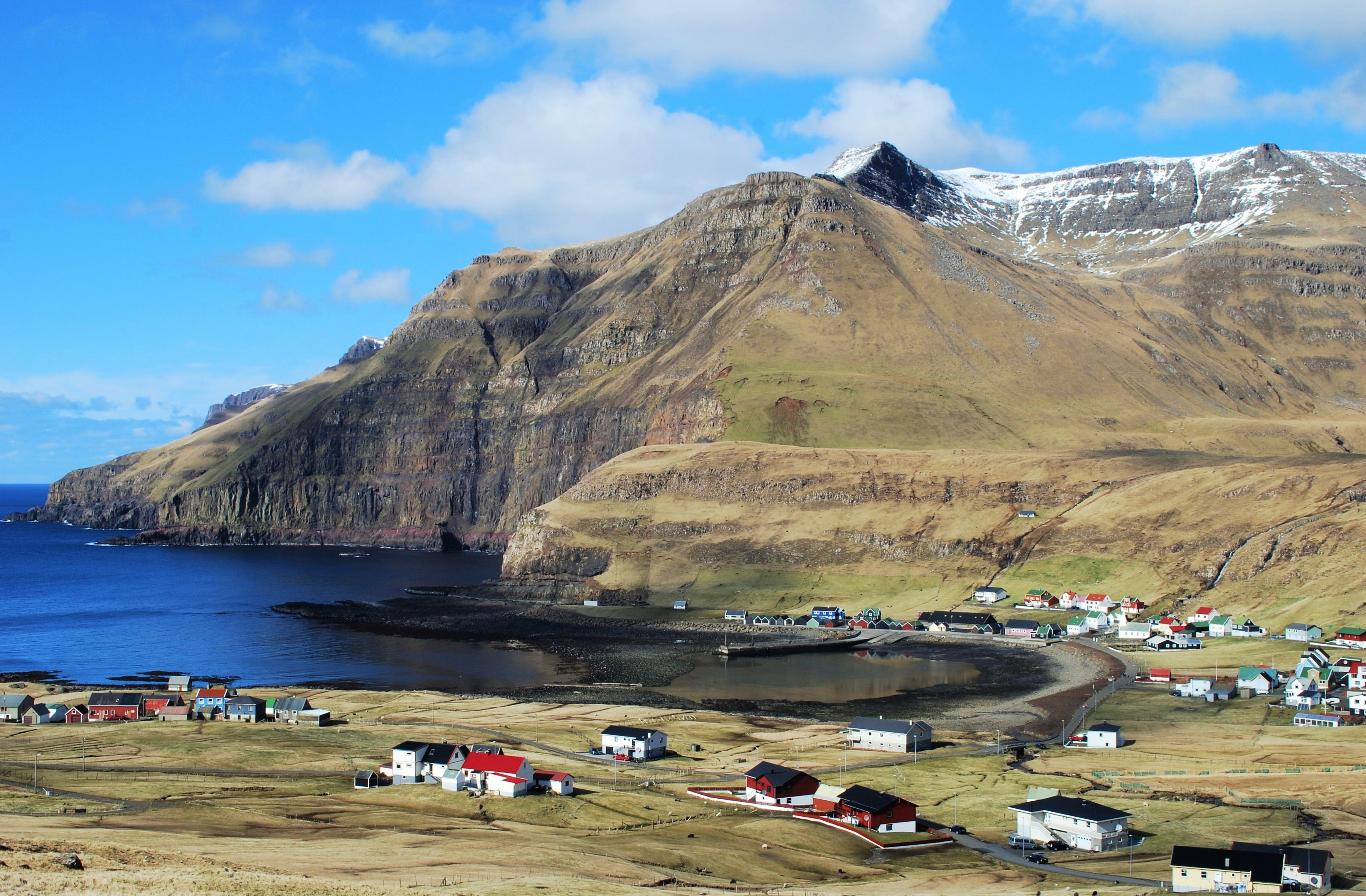
Fámjin